# José Rafael Abello Silva
José Rafael Abello Silva (Santa Marta, 1955), conocido por el alias de "Mono Abello", es un exnarcotraficante colombiano, exjefe del cartel de la Costa, exmiembro del cartel de Medellín. Abello Silva se inició como "marimbero" o traficante de marihuana en la ciudad colombiana de Santa Marta, pero luego se aventuró en el tráfico de cocaína y llegó a ser considerado "cuarto", "quinto" y "séptimo" en la estructura del cartel de Medellín, que era liderada por Pablo Escobar.
Abello fue capturado por narcotráfico y extraditado en 1987 a Estados Unidos donde purgó su pena hasta 2007, y luego fue deportado a Colombia donde permanece libre debido a la prescripción de sus delitos.

## Familia
Abello Silva es hijo de José Rafael Abello Fernández y Sara Silva. Es hermano de Juan José, Alfredo Julio, José Miguel, Magaly, Zarita, y Marta Josefina Abello Silva.
Abello Silva tiene una relación sentimental con Ana Elisa Vives Pérez, y tuvieron dos hijas; María Alejandra "Mary" y Ana Cristina Abello Vives.
Su hija María Alejandra contrajo matrimonio el 20 de noviembre de 2011 con el político Andrés García Zuccardi, hijo de la excongresista Piedad Zuccardi y el dirigente Liberal bolivarense Juan José García Romero, hermano de Álvaro García Romero, alias "El Gordo García".

## Trayectoria criminal
En la década de 1970, empezó la época de la marimba con exportaciones hacia Estados Unidos y Europa, con grupos de traficantes y marimberos que plantaban en la Serranía del Perijá y la Sierra Nevada de Santa Marta, y luego usaban las costas del Magdalena y La Guajira para el tráfico.
Entre sus más cercanos socios, colaboradores y parientes en los departamentos de Magdalena y La Guajira estuvieron Eduardo Dávila Armenta y sus hermanos, su hermano Alfredo Julio Abello Silva, alias "Happy Abello", y Edgar Soto Buelvas alias "El gordo Soto".
También los hermanos Julio César Zúñiga Caballero, Carlos Alberto Zúñiga Caballero, y Antonio Nel Zúñiga Caballero. Juan Manuel Noguera Aarón, alias "Juancho Noguera", Rafael Noguera Aarón, Julio Dangón Noguera alias "Moñón Dangón", Armando Enrique Dangón Noguera alias "Nay", Enrique Caballero Aduén, Antonio María Caballero Aduén, Jorge Gnecco Cerchar, Julio César Nasser David, alias "El Turco", Armando Pinedo, Mariano Vidal, Miguel Pinedo Barros, José Ignacio Vives Echeverría, alias "Nacho Vives". En la Sierra Nevada operó al margen de grupos como el de Hernán Giraldo, Los Rojas, y Los Chamizos (otrora llamados las Autodefensas Campesinas del Magdalena y La Guajira (ACMG)).

### Testaferrato
Para esconder parte de las propiedades en bienes raíces obtenidos con dineros del narcotráfico, Abello usó a una mujer analfabeta que trabajaba como empleada del servicio con su familia, Carmen Elisa Pertúz. Para asegurarse que las propiedades permanecieran en la familia, Abello aprovechó que su padre había enviudado para casar a su padre, José Rafael Abello Fernández con Pertúz. Según la Revista Semana, Abello «le enseñó a firmar y le exigió que hiciera un testamento en el que le dejaba toda su riqueza a sus hijas, es decir, a sus nietas políticas. De la noche a la mañana la hicieron pasar como una próspera ganadera samaria, dueña de todas sus propiedades y con participación accionaria en algunas sociedades».
En los documentos apareció como testigo del testamento el director del DAS y también samario Jorge Noguera Cotes, por pedido de Ana Elisa Vives, esposa de Abello Silva.

### Captura y extradición a Estados Unidos
Como parte de la guerra que inició el cartel de Medellín contra el Estado colombiano, a partir del asesinato del director del diario colombiano El Espectador, Guillermo Cano por parte del cartel, el Gobierno colombiano inició operaciones de captura contra los narcos miembros de dicha organización.
Abello fue finalmente rastreado por las autoridades luego de que un informante revelara cómo e negoció un cargamento de cocaína en la isla de Aruba en febrero de 1987. Cortes federales de los estados de Oklahoma y Florida, elevaron cargos contra Abello por los delitos de conspiración para importar cocaína hacia los Estados Unidos. Abello fue capturado  en 1989 por agentes del organismo de inteligencia colombiano Departamento Administrativo de Seguridad (DAS) al norte de Bogotá. El cargamento de cocaína en Aruba sirvió como prueba principal contra Abello y lo capturaron bajo cargos de conspiración para distribuir drogas a los Estados Unidos.
Fue extraditado hacia los Estados Unidos el 28 de octubre de 1989. En 1990, en Tulsa, Oklahoma, Abello fue condenado a 30 años de prisión y a pagar una multa de USD $5 millones de dólares, por la justicia estadounidense, quien lo encontró responsable de traficar media tonelada de cocaína. Abello fue recluido en la Penitenciaría de los Estados Unidos, Leavenworth, en Kansas. Al momento de su captura Abello alardeaba de tener una fortuna que sobrepasaba los mil millones de dólares.
Tras la captura y extradición a Estados Unidos del "Mono Abello", el máximo líder del cartel de la Costa pasó a ser Alberto Orlández Gamboa, conocido por el alias de "El Caracol".

### Deportación y retorno a Colombia
El 23 de julio de 2007, Abello fue favorecido por las cortes estadounidense con una reducción de pena, y al cumplir su pena fue deportado el 25 de julio del mismo año a Colombia.

### Bienes incautados
Sus casos por narcotráfico en Colombia transcribieron, por lo que al llegar a Colombia, Abello quedó en libertad. Por esta razón muchas de las propiedades que Abello adquirió con dinero del narcotráfico quedaron sin aplicársele extinción de dominio.
Hacia 2015, una acción de tutela contra Abello le arrebató a su esposa e hijas el control sobre las propiedades. Las hijas y esposa de Abello intentaron recuperar las propiedades que habían sido confiscadas por la Dirección Nacional de Estupefacientes (DNE) de Colombia, entre las que se incluían dos apartamentos en el sector de El Rodadero, un lote en las Bahamas, el teatro Tairona en Santa Marta, dos lotes en la ciudad de Santa Marta y la finca Santa María del Mar-Aguas Claras en Pozos Colorados. Según la revista Semana, la DNE le ha confiscado a Abello unas 121 propiedades. La familia de Abello logró mantener una finca que contiene una siembre de palma africana, pero que continúa siendo reclamada por el Estado colombiano.
Otra de estas propiedades es un lote en Santa Marta, llamado "Inca-Inca" en la zona de Pozos Colorados, una de las de mayor valorización en la costa Caribe colombiana debido al turismo hotelero y que tendría un valor de alrededor de USD $40 millones de dólares.
Abello por su parte ha dicho que detrás de sus bienes estarían el abogado Abelardo De La Espriella, el depositario Aniano Iglesias Flores y el senador del partido conservador Efraín Cepeda Sarabia, quienes tendrían intereses en sus bienes. Durante un programa de radio al aire en la W Radio en el que se preguntó a Abello y De la Espriella por el asunto, Abello realizó amenazas contra De la Espriella.

### Atentados
Desde su regreso a Colombia, Abello ha sido víctima de varios atentados sicariales contra su vida. El 10 de septiembre de 2007, se registró un enfrentamiento a tiros en Santa Marta en el que sicarios procedentes de la ciudad de Cali abrieron fuego en un establecimiento público del que Abello logró escapar, pero resultaron heridas ocho personas que departían en el lugar.
El 31 de agosto de 2008, Abello fue herido en un glúteo luego de que sicarios dispararan en su contra cuando se encontraba en una playa en el sector de Inca Inca. Abello y su escolta respondieron con sus armas. Abello fue llevado a un centro asistencial y luego se recuperó de su herida.